# كارتر هاريسون
كارتر هاريسون (بالإنجليزية: Carter Harrison Jr.) (و. 1860 – 1953 م) هو سياسي، ومحام من الولايات المتحدة الأمريكية ولد في شيكاغو.